# A magyar labdarúgó-válogatott mérkőzései 2004-ben
A magyar labdarúgó-válogatott 2004-ben 15 mérkőzést játszott. Az évet egy Cipruson rendezett nemzetközi tornán kezdte, ahol a döntőben a románoktól 3–0-ra kaptak ki. Ezt hat barátságos mérkőzés követte, amely a 2006-os labdarúgó-világbajnokság selejtezőire való felkészülést szolgálta. A felkészülési találkozókon három győzelmet és három vereséget ért el a nemzeti csapat. A Puskás Ferenc Stadionban megmérkőztek az akkor aktuális világbajnok Brazíliával, valamint meglepő, 2–0-s győzelmet arattak a 2002-es labdarúgó-világbajnokság ezüstérmesével, Németországgal. A világbajnoki-selejtezőkön a gyengébbnek ítélt Izlandot és Máltát egyaránt legyőzte a magyar-válogatott, míg a magasabbra tagsált horvát és svéd nemzeti tizenegy ellen sima, 3–0-s vereséget szenvedtek. Az esztendőt egy Thaiföldön, Bangkokban rendezett tornával zárták, ahol előbb a szlovákokkal (0–1), majd az észtekkel (5–0) mérkőztek meg. Mindent összevetve nyolc győzelem és hét vereség a mérleg, döntetlent nem játszott a magyar-válogatott.

## Eredmények
Barátságos mérkőzés
| 779. mérkőzés 2004. február 18. | Magyarország            | 2 – 0                           | Örményország | Páfosz, Ciprus Nézőszám: 500 Játékvezető: Panajótisz Jeraszímu (ciprusi) |
| 779. mérkőzés 2004. február 18. | Szabics 63' Lisztes 75' | (0 – 0) (Jegyzőkönyv) Részletek |              | Páfosz, Ciprus Nézőszám: 500 Játékvezető: Panajótisz Jeraszímu (ciprusi) |

Barátságos mérkőzés
| 780. mérkőzés 2004. február 19. | Magyarország                                                 | 2 – 1                           | Lettország                  | Limassol, Ciprus Nézőszám: 200 Játékvezető: Paníkosz Kailísz (ciprusi) |
| 780. mérkőzés 2004. február 19. | Tököli 82' Kenesei 85' Gera 19' Stark 43' Molnár B. 54′, 73′ | (0 – 0) (Jegyzőkönyv) Részletek | Stepanovs 64' Stepanovs 37' | Limassol, Ciprus Nézőszám: 200 Játékvezető: Paníkosz Kailísz (ciprusi) |

Barátságos mérkőzés
| 781. mérkőzés 2004. február 21. | Magyarország                                | 0 – 3                           | Románia                                                            | Nicosia, Ciprus Nézőszám: 1 200 Játékvezető: Kósztasz Kapitanísz (ciprusi) |
| 781. mérkőzés 2004. február 21. | Pető 9' Lendvai 13' Komlósi 20' Tóth B. 33' | (0 – 1) (Jegyzőkönyv) Részletek | Mihut 11' Dănciulescu 89' Caramarin 90+2' Constantin 31' Alexa 52' | Nicosia, Ciprus Nézőszám: 1 200 Játékvezető: Kósztasz Kapitanísz (ciprusi) |

Barátságos mérkőzés
| 782. mérkőzés 2004. március 31. | Magyarország                                                           | 1 – 2                           | Wales                                                       | Puskás Ferenc Stadion, Budapest Nézőszám: 8 000 Játékvezető: Meyer (német) |
| 782. mérkőzés 2004. március 31. | Kenesei 18' (11-esből) Lisztes 34' Torghelle 42' Pető 85' Bodnár 90+1' | (1 – 1) (Jegyzőkönyv) Részletek | Koumas 20' Earnshaw 81' Thatcher 33' Vaughan 56' Savage 85' | Puskás Ferenc Stadion, Budapest Nézőszám: 8 000 Játékvezető: Meyer (német) |

Barátságos mérkőzés
| 783. mérkőzés 2004. április 25. | Magyarország                                                                 | 3 – 2                           | Japán                                  | Zalaegerszeg Nézőszám: 8 000 Játékvezető: Edo Trivković (horvát) |
| 783. mérkőzés 2004. április 25. | Kuttor 53' Juhász 67' Huszti 90' (11-esből) Simek 11' Lipcsei 86' Kuttor 89' | (0 – 0) (Jegyzőkönyv) Részletek | Tamada 75' Kubo 77' Csano 76' Alex 90' | Zalaegerszeg Nézőszám: 8 000 Játékvezető: Edo Trivković (horvát) |

Barátságos mérkőzés
| 784. mérkőzés 2004. április 28. | Magyarország  | 1 – 4                           | Brazília                                     | Puskás Ferenc Stadion, Budapest Nézőszám: 45 000 Játékvezető: Massimo de Santis (olasz) |
| 784. mérkőzés 2004. április 28. | Torghelle 56' | (0 – 3) (Jegyzőkönyv) Részletek | Kaká 33' Luís Fabiano 35' 45' Ronaldinho 76' | Puskás Ferenc Stadion, Budapest Nézőszám: 45 000 Játékvezető: Massimo de Santis (olasz) |

Barátságos mérkőzés
| 785. mérkőzés 2004. június 1. | Kína                                                           | 2 – 1                           | Magyarország                                    | Tiencsin Nézőszám: 18 000 Játékvezető: Csiu Szin Csien (hongkongi) |
| 785. mérkőzés 2004. június 1. | Csao Haj-Pin 44' Cseng Cse 89' Li Csin-Ju 27' Szun Hsziang 81' | (1 – 1) (Jegyzőkönyv) Részletek | Kenesei 4' Pető 8' Rósa D. 12' Szélesi 55′, 76′ | Tiencsin Nézőszám: 18 000 Játékvezető: Csiu Szin Csien (hongkongi) |

Barátságos mérkőzés
| 786. mérkőzés 2004. június 6. | Németország | 0 – 2                           | Magyarország     | Fritz Walter Stadion, Kaiserslautern Nézőszám: 36 590 Játékvezető: Stephen Bennett (angol) |
| 786. mérkőzés 2004. június 6. |             | (0 – 2) (Jegyzőkönyv) Részletek | Torghelle 7' 31' | Fritz Walter Stadion, Kaiserslautern Nézőszám: 36 590 Játékvezető: Stephen Bennett (angol) |

Barátságos mérkőzés
| 787. mérkőzés 2004. augusztus 18. | Skócia      | 0 – 3                           | Magyarország                                     | Glasgow Nézőszám: 15 000 Játékvezető: Duhamel (francia) |
| 787. mérkőzés 2004. augusztus 18. | Webster 47' | (0 – 1) (Jegyzőkönyv) Részletek | Huszti 45+1' (11-esből) 53' Marshall 73' (öngól) | Glasgow Nézőszám: 15 000 Játékvezető: Duhamel (francia) |

2006-os labdarúgó-világbajnokság-selejtező
| 788. mérkőzés 2004. szeptember 4. | Horvátország                                            | 3 – 0                           | Magyarország                                                      | Maksimir Stadion, Zágráb Nézőszám: 25 000 Játékvezető: Riley (angol) |
| 788. mérkőzés 2004. szeptember 4. | Pršo 31' Klasnić 57' Gyepes 80' (öngól) N. Kranjčar 16' | (1 – 0) (Jegyzőkönyv) Részletek | Simek 8' Gera 21' Bodnár 22' Rósa D. 51' Molnár B. 83' Huszti 12′ | Maksimir Stadion, Zágráb Nézőszám: 25 000 Játékvezető: Riley (angol) |

2006-os labdarúgó-világbajnokság-selejtező
| 789. mérkőzés 2004. szeptember 8. | Magyarország                                                 | 3 – 2                           | Izland                                                           | Szusza Ferenc Stadion, Budapest Nézőszám: 4 000 Játékvezető: Tom Henning Øvrebø (norvég) |
| 789. mérkőzés 2004. szeptember 8. | Gera 62' Torghelle 75' Szabics 80' Rósa D. 26' Torghelle 82' | (0 – 1) (Jegyzőkönyv) Részletek | Guðjohnsen 39' Gyepes 78' (öngól) J. Guðjónsson 1' Viðarsson 61' | Szusza Ferenc Stadion, Budapest Nézőszám: 4 000 Játékvezető: Tom Henning Øvrebø (norvég) |

2006-os labdarúgó-világbajnokság-selejtező
| 790. mérkőzés 2004. október 9. | Svédország                                | 3 – 0                           | Magyarország          | Rasunda-stadion, Stockholm Nézőszám: 32 300 Játékvezető: Dougal (skót) |
| 790. mérkőzés 2004. október 9. | Ljungberg 26' H. Larsson 50' Svensson 67' | (1 – 0) (Jegyzőkönyv) Részletek | Bodnár 48' Dárdai 57' | Rasunda-stadion, Stockholm Nézőszám: 32 300 Játékvezető: Dougal (skót) |

2006-os labdarúgó-világbajnokság-selejtező
| 791. mérkőzés 2004. november 17. | Málta    | 0 – 2                           | Magyarország                      | Ta'Qali Stadion, Valletta Nézőszám: 2 000 Játékvezető: Tony Asumaa (finn) |
| 791. mérkőzés 2004. november 17. | Said 25' | (0 – 1) (Jegyzőkönyv) Részletek | Gera 39' Kovács P. 90+3' Gera 67' | Ta'Qali Stadion, Valletta Nézőszám: 2 000 Játékvezető: Tony Asumaa (finn) |

Barátságos mérkőzés
| 792. mérkőzés 2004. november 30. | Magyarország | 0 – 1                           | Szlovákia               | Bangkok, Thaiföld Nézőszám: 500 Játékvezető: Viraphul (thaiföldi) |
| 792. mérkőzés 2004. november 30. | Nikolov 64'  | (0 – 0) (Jegyzőkönyv) Részletek | Porázik 47' Sninský 90' | Bangkok, Thaiföld Nézőszám: 500 Játékvezető: Viraphul (thaiföldi) |

Barátságos mérkőzés
| 793. mérkőzés 2004. december 2. | Magyarország                                               | 5 – 0                           | Észtország | Bangkok, Thaiföld Nézőszám: 153 Játékvezető: Szatop (thaiföldi) |
| 793. mérkőzés 2004. december 2. | Rósa H. 12' Reinumäe 15' Kerekes 19' Rajczi 25' Pollák 63' | (4 – 0) (Jegyzőkönyv) Részletek |            | Bangkok, Thaiföld Nézőszám: 153 Játékvezető: Szatop (thaiföldi) |